# Liste der israelischen Botschafter im Vereinigten Königreich
Die Liste der israelischen Botschafter im Vereinigten Königreich bietet einen Überblick über die Leiter der israelischen diplomatischen Vertretung im Vereinigten Königreich seit der Gründung Israels im Jahr 1948 bis heute.

## Botschafter
| Amtszeit  | Name             | Anmerkung |
| --------- | ---------------- | --------- |
| 1949–1950 | Mordecai Eliash  | Gesandter |
| 1950–1959 | Eliyahu Eilat    |           |
| 1960–1965 | Arthur Lourie    |           |
| 1965–1970 | Aharon Remez     |           |
| 1970–1973 | Michael S. Comay |           |
| 1973–1978 | Gideon Rafael    |           |
| 1979–1982 | Schlomo Argov    |           |
| 1982–1988 | Yehuda Avner     |           |
| 1988–1993 | Yoav Biran       |           |
| 1993–1997 | Moshe Raviv      |           |
| 1998–2000 | Dror Zeigerman   |           |
| 2001–2004 | Zvi Stauber      |           |
| 2004–2007 | Zvi Heifetz      |           |
| 2007–2011 | Ron Prosor       |           |
| 2011–2016 | Daniel Taub      |           |
| 2016–2020 | Mark Regev       |           |
| seit 2020 | Tzipi Hotovely   |           |